# Elektrophor

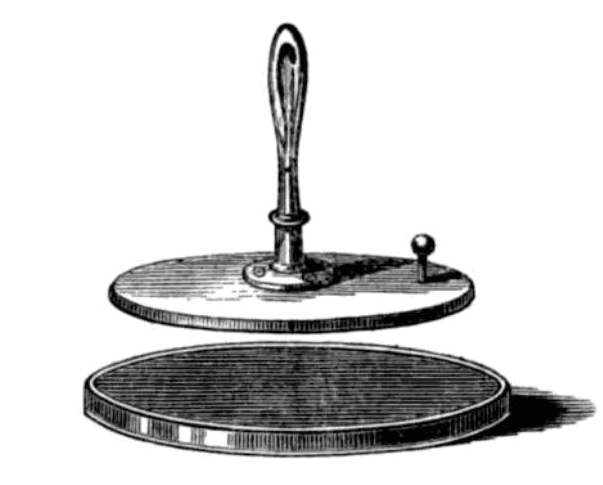
Historisches Elektrophor, um 1840

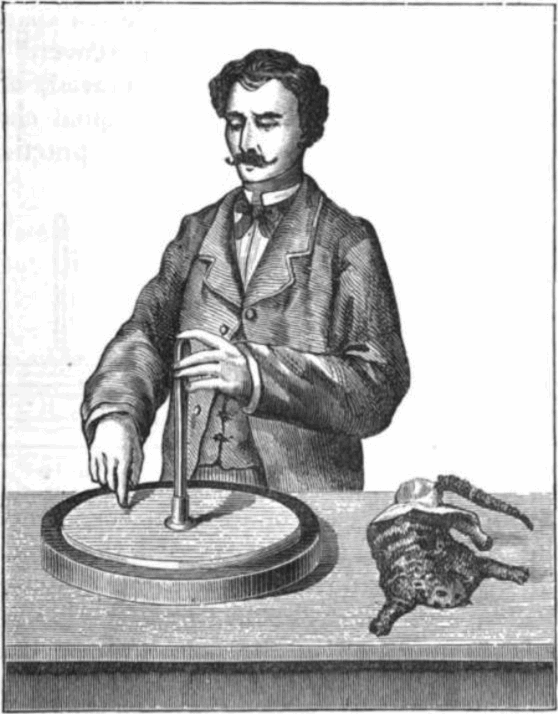
Elektrophor in Verwendung

Ein Elektrophor ist eine Form von historischer Influenzmaschine und dient zur Trennung elektrischer Ladungen und zur Erzeugung hoher elektrischer Spannungen mit Hilfe der Influenz. Die Bezeichnung Elektrophor leitet sich vom griechischen elektron = Bernstein (als Prototyp des Trägers von Reibungselektrizität) und pherein = tragen ab. Ein solches Gerät wurde erstmals 1762 von Johan Carl Wilcke beschrieben.
Diese und ähnliche Arten der Ladungstrennung und die Erzeugung einer elektrischen Spannung waren die Grundlage der frühen Elektrizitätsforschung im 18. Jahrhundert, wie sie maßgeblich von Alessandro Volta betrieben wurde, der 1775 ebenfalls einen brauchbaren Elektrophor konstruierte. Der Göttinger Gelehrte Georg Christoph Lichtenberg baute im selben Jahrhundert große Elektrophore mit bis zu 2,5 m Durchmesser, die Funkenüberschläge über 70 Zentimeter ermöglichten.

## Aufbau

Ladungsverteilung am Elektrophor

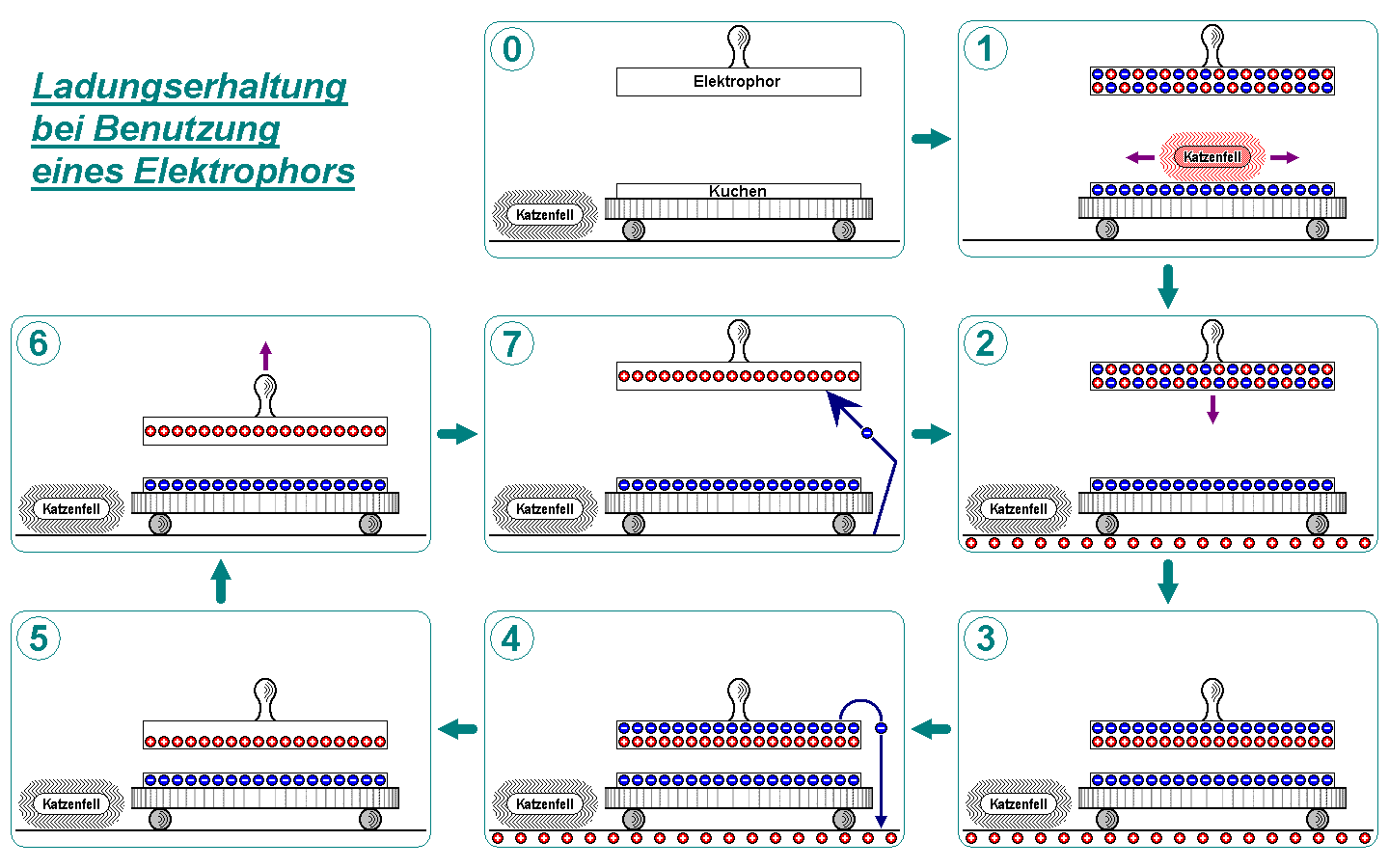
Ladungserhaltung bei Benutzung eines Elektrophors

Ein Elektrophor besteht aus zwei Teilen: einer Metallplatte mit isoliertem Griff, vergleichbar der Platte eines Kondensators, und einem so genannten Kuchen, welcher elektrisch nicht leitend ist und aus einer Mixtur von Harz, Siegelwachs und Schellack besteht. Dieser Kuchen befindet sich auf einer geerdeten, metallenen Grundplatte, wie in nebenstehender Abbildung dargestellt.

## Verwendungsweise
Der rückseitig geerdete Kuchen wird mit einem Fell gerieben, üblich war die Verwendung eines Katzenfells. Dabei entsteht auf dem Kuchen Reibungselektrizität in Form überschüssiger negativer Ladungen. Hält man den elektrisch neutralen Metallteller mit einem kleinen Abstand über dem Kuchen, so bewirkt die Influenz des elektrischen Feldes der Kuchenladungen eine Verschiebung der Ladungsträger im Metallteller, ohne dass die Ladung des Kuchens abgeleitet wird. Auf der Seite der Metallplatte, die dem Kuchen zugewandt ist, kommt es zu einer Ansammlung von positiven Ladungsträgern (bzw. einem Mangel an negativ geladenen Elektronen), auf der entgegengesetzten Seite der Metallplatte zu einer Ansammlung von negativen Ladungsträgern. Wird nun die Metallplatte während des Haltens über dem geladenen Kuchen an ihrer dem Kuchen abgewandten Seite geerdet, beispielsweise indem sie mit der Hand berührt wird, können die überschüssigen Elektronen von dieser Seite der Platte abfließen. Insgesamt ist die Metallplatte jetzt nicht mehr elektrisch neutral. Sie trägt einen Überschuss positiver Ladungen, die aber im Gleichgewicht mit den ortsfesten negativen Ladungen im Kuchen stehen. Wird nun die Ableitung von der Oberfläche des Metalltellers entfernt, indem man z. B. die Hand zurückzieht, und wird die Metallplatte nur an ihrem isolierten Griff über dem Kuchen weiter abgehoben, so baut sich zwischen Metallplatte und Erdpotential mit zunehmender Entfernung eine steigende elektrische Spannung auf. Deren Höhe {\displaystyle U} lässt sich nach der Beziehung {\textstyle U={\frac {Q}{C}}} aus der Ladungsmenge {\displaystyle Q} und der Kapazität {\displaystyle C} der Anordnung Metallplatte – Erde berechnen. Da kein Stromfluss und somit keine Änderung der elektrischen Ladung {\displaystyle Q} stattfindet, gleichzeitig aber die Kapazität {\displaystyle C} der Anordnung durch das Abheben des Metalltellers sinkt, muss die elektrische Spannung {\displaystyle U} um den Faktor ansteigen, um den die elektrische Kapazität sinkt. Damit können sehr hohe elektrische Spannungen im Bereich einiger Kilovolt erreicht werden. Bei Annäherung eines geerdeten Stabes (Elektrode) an die abgehobene Metallplatte kommt es dann aufgrund der hohen Spannungen zu einem Funken, einer elektrischen Entladung. Aufgrund der Funkenschlagweite kann so leicht festgestellt werden, dass die Spannung gegenüber Erde erheblich höher ist als zu dem Zeitpunkt, als sie nahe über dem Kuchen gehalten wurde. Der gesamte Vorgang lässt sich beliebig oft wiederholen, weil die im Kuchen gespeicherten Ladungen selbst nicht abgeleitet („verbraucht“) werden.
Die elektrische Energie, die bei der kurzen Funkenentladung frei wird, wurde vorher insbesondere durch die mechanische Arbeit beim Anheben der Metallplatte gegen die Kraftwirkung des elektrischen Feldes aufgebracht.

## Anwendungen des Prinzips
Das Prinzip des Elektrophors lässt sich äquivalent verwirklichen, indem man anstatt das Dielektrikum des Kondensators zu reiben den Kondensator mit einer extern erzeugten Gleichspannung lädt, bevor die isoliert aufliegende Platte abgehoben wird.
Für das Experiment eignen sich auch variable Kondensatoren in der Bauform eines Drehkondensators: Wird dieser Drehkondensator bei maximaler Kapazität auf seine Nennspannung geladen, von der Spannungsquelle elektrisch getrennt und anschließend die Kapazität durch die Drehbewegung verkleinert, kommt es zu einer Steigerung der Spannung zwischen den Platten bis zum elektrischen Überschlag zwischen den Platten.
Das Kondensatormikrofon nutzt die durch Schall erzeugten Abstandsänderungen einer Kondensatoranordnung, um daraus eine Spannungsänderung (NF-Signal) zu erzeugen. Es benötigt zur Ladung eine Vorspannung. Beim Elektretmikrofon, welches ähnlich funktioniert, ist diese Ladung permanent in einer Elektretfolie ähnlich wie im Kuchen des Elektrophors gespeichert und muss nicht erneuert werden.
Auch der Bandgenerator benutzt das Prinzip des Elektrophors: die influenzierende Ladung wird entweder durch Reibungselektrizität (durch Abheben des Isolierstoff-Bandes von der unteren dielektrischen Rolle) oder durch Aufsprühen (Spitzenentladung) auf das Band aus einer externen Spannungsquelle erzeugt. Ladungen auf dem Band werden anschließend beim Aufwärtslaufen des Bandes von der Erde wegbewegt. Eine Weiterentwicklung des Bandgenerators ist das Pelletron.

## Praktischer Nutzen
Das Gerät dürfte keinen praktischen Nutzen erfüllt haben, sondern diente überwiegend der Grundlagenforschung. Das Landesmuseum für Technik und Arbeit in Mannheim nannte es „ein sehr wichtiges Gerät in der Frühzeit der Erforschung der Elektrizität“. Es wurde zur Influenzmaschine weiterentwickelt und ermöglichte so die spätere Nutzbarmachung der elektrischen Energie.